# RCN Radio
RCN Radio és una cadena de ràdio colombiana, fundada en 1948 amb el nom de Radio Cadena Nacional. És propietat del Grup RCN, controlat per l'Organització Ardila Lülle des de 1973.

## Història
La Radio Cadena Nacional va ser fundada el 9 d'abril de 1948 per Enrique i Roberto Ramírez, amos de l'Emissora «Nueva Granada» de Bogotà que, al costat de Radio Pacífico de Cali, transmetria el primer Congrés Eucarístic de Cali originalment per a totes dues ciutats. A causa de la magnitud de l'esdeveniment, diverses emissores al nivell nacional van mostrar el seu interès a transmetre'l. Per falta d'equips i de diners, els germans Ramírez van proposar la unió de totes les emissores sota el nom de «Radio Cadena Nacional» per a transmetre el Congrés amb un sol micròfon per a tot el país per mitjà de repetidores.
Enrique Ramírez va adquirir el primer equipo FM de 250 watts a Colòmbia i el va traslladar al turó Monserrate a Bogotà, així com repetidores de l'Emissora Nueva Granada a Medellín i a Manizales. En 1947, la textileria antioquenya Fabricato va adquirir el 50% de l'emissora. En 1948, l'estació va instal·lar antenes per a unir a Cali a les emissions de la cadena, que va arribar a cobrir Bucaramanga.
Després del Bogotazo, el Govern va ordenar el tancament de diverses emissores de Ràdio Cadena Nacional i va forçar a la ràdio a censurar la seva postura política, amb l'eliminació de tota la seva programació política. Per tant, la cadena va ser obligada a canviar el seu enfocament cap a l'entreteniment, amb radionovel·les i presentacions artístiques en viu. Després, la ràdio va introduir les transmissions esportives com la Volta a Colòmbia i els partits de la Primera Divisió de Futbol.

## Eslògans
- 1948-1970: RCN, Radio Cadena Nacional.
- 1970-2010: RCN, La Radio de Colombia.
- Conmemorativo 60 años 2008: RCN 60 años: Lo mejor empieza ahora.
- 2010-2013: RCN, La Radio
- 2013-2014: RCN, La Radio, Nuestra Radio.
- 2014-2017: RCN, Nuestra Radio
- Conmemorativo 70 años 2018: RCN 70 años: Los vivimos contigo
- 2019-Present: 24 Horas de contenido en vivo

## Programació

### Programació actual
- RCN cuenta conmigo
- RCN noticias de la madrugada
- RCN Noticias
- La tertulia
- Líderes RCN
- RCN noticias del mediodía
- En la jugada
- Los dueños del Balón
- El tren de la tarde
- Nocturna RCN
- Historias RCN
- Al fin de semana
- Mi novela favorita
- Radiografías RCN
- Perfiles RCN
- Programa del Ejército Nacional: Creer en Colombia
- Notas divinas y humanas
- RCN Digital
- Ola RCN
- Cultura RCN
- Tierra de sueños
- Fútbol RCN
- Minuto 90
- Noches de libertad
- El lado B del deporte
- Motores RCN
- La reintegración
- Los toros
- Sala internacional
- La 12
- Desafíos RCN
- Lo mejor de los mejores
- Voces RCN
- Artistas de todos los tiempos

## Equip periodístic
- Yolanda Ruiz
- Hassan Nassar
- Esperanza Rico Laverde
- Martha Elizabeth Camargo
- Yanelda Jaimes
- Julián Parra
- Indalecio Castellanos
- Juan Carlos Iragorri
- Jairo Tarazona
- Daniel Faura
- Andrea Cardona
- Juan Manuel Ruiz
- Hernando Romero Barliza "El Capi"
- Carlos Illán
- Jorge Restrepo

## Equip esportiu
Bogotá
- Francisco Pache Andrade
- Antonio Casale
- Javi Fernández El Cantante del Gol
- Nicolás Samper
- James Orlando Ruiz
- Adolfo Pérez López
- Antonio Cortés
- Quique Barona
- Edwin Tuirán

Medellín
- Jairo Garzón
- Jorge Eliecer Torres
- Rouget Taborda
- Edgar Henao
- Julio César Gómez
- Aicardo Torres
- Yoni Gutiérrez
- Rodrigo Salazar
- Oscar Alejandro Hernández
- Andres Bencumea

Cali
- Bambino Quintero
- Jairo Chávez
- Oscar Luis Cárdenas
- Carlos Zapata

Barranquilla
- Alberto Mercado Tápia
- Alberto Ágamez
- Mike Fajardo
- Ángel Julio Rodelo
- Jorge Méndez
- Osvaldo Ruiz Madachi

Tunja
- Fermín Montoya
- Carlos Hernán Sáinz
- Javier León Angarita
- Diego Fernando Medina
- Duvan Cardona

Bucaramanga
- Eliécer Cheché Hernández
- Julio Édgar Rentería
- Jorge Alberto Valbuena
- Charles Figueroa
- Héctor Cáceres
- Oscar Mejía
- José Luis Alarcón
- William Ramírez
- Miller Pinto Cobos

Ibagué
- Carlos Giraldo Díaz
- Hernán Chelo Delgado
- Germán Eduardo Kairuz
- Élmer Pérez Zapata
- Guillermo González

Neiva
- Enrique Parra
- Alexis Díaz
- Andre Felipe Díaz
- José María Yepes

Tuluá
- Alberto Cerna
- Rodrigo Mejía
- Alejandro Russi
- Yonicher Ramírez
- Javier López

Rionegro
- Hernán Quintero
- Irwin Londoño
- Oliverio Echeverry
- Jhon Mackay
- Néstor Tobón
- Juan Carlos Duque

Montería
- Daniel Arroyo Contreras
- Freddy Caravayo
- Vladimir Vega
- Roger Berrio Reyes

Santa Marta
- Elmiro Alfonso Castillo
- Jorge Molina
- Álvaro Medina
- Juan Carlos Mendoza

Manizales
- Carlos Antonio Ríos López
- José Luis Mota
- Jorge William Sánchez
- Fabio Ache
- Lukas Salomón Osorio
- Wilmer Torres
- Jorge Iván López
- Felipe Cerna
- Silvio Rivera
- Álvaro Hincapié

Toros
- Iván Parra
- José Luis García
- Julián Parra
- Alberto Lopera
- César Rincón

Coordinación nacional
- Luis Alfredo Céspedes